# Lipophrys dalmatinus
Lipophrys dalmatinus és una espècie de peix de la família dels blènnids i de l'ordre dels perciformes.

## Morfologia
- Els mascles poden assolir 4,1 cm de longitud total.[4][5]

## Reproducció
És ovípar.

## Hàbitat
És un peix marí que viu entre 1-2 m de fondària.

## Distribució geogràfica
Es troba a Portugal i a la mar Mediterrània.